# Liste der Nummer-eins-Hits in Belgien (1993)
Diese Liste enthält alle Nummer-eins-Hits in Belgien im Jahr 1993. Es gab in diesem Jahr 18 Nummer-eins-Singles.
| Singles |
| --- |
| - One More Time – Highland - 3 Wochen (19. Dezember 1992 – 8. Januar 1993) - Whitney Houston – I Will Always Love You - 1 Woche (9. Januar – 15. Januar, insgesamt 7 Wochen) - Charles & Eddie – Would I Lie to You - 1 Woche (16. Januar – 22. Januar) - Whitney Houston – I Will Always Love You - 6 Wochen (23. Januar – 5. März, insgesamt 7 Wochen) - Def Dames Dope – It's OK, All Right - 1 Woche (6. März – 12. März) - 2 Unlimited – No Limit - 6 Wochen (13. März – 23. April) - Leila K. – Open Sesame - 1 Woche (24. April – 30. April) - Ace of Base – All That She Wants - 3 Wochen (1. Mai – 21. Mai) - Haddaway – What Is Love - 1 Woche (22. Mai – 28. Mai, insgesamt 2 Wochen) - Snow – Informer - 2 Wochen (29. Mai – 11. Juni) - Haddaway – What Is Love - 1 Woche (12. Juni – 18. Juni, insgesamt 2 Wochen) - Eros Ramazzotti – Cose della vita - 1 Woche (19. Juni – 25. Juni, insgesamt 4 Wochen) - Def Dames Dope – Ain't Nothing to It - 1 Woche (26. Juni – 2. Juli) - Eros Ramazzotti – Cose della vita - 3 Wochen (3. Juli – 23. Juli, insgesamt 4 Wochen) - UB40 – (I Can't Help) Falling in Love with You - 3 Wochen (24. Juli – 13. August) - Culture Beat – Mr. Vain - 4 Wochen (14. August – 10. September) - 4 Non Blondes – What's Up - 3 Wochen (11. September – 1. Oktober, insgesamt 6 Wochen) - Freddie Mercury – Living on My Own - 2 Wochen (2. Oktober – 15. Oktober) - 4 Non Blondes – What's Up - 3 Wochen (16. Oktober – 5. November, insgesamt 6 Wochen) - Culture Beat – Got to Get It - 2 Wochen (6. November – 19. November) - Meat Loaf – I’d Do Anything for Love (But I Won’t Do That) - 3 Wochen (20. November – 10. Dezember, insgesamt 4 Wochen; siehe 1994) - Bryan Adams – Please Forgive Me - 5 Wochen (11. Dezember 1993 – 14. Januar 1994, insgesamt 7 Wochen; siehe 1994) |

Siehe auch: Nummer-eins-Hits 1993 in  Australien, Dänemark, Deutschland, Finnland, Frankreich, Irland, Italien, Japan, Kanada, Neuseeland, den Niederlanden, Norwegen, Österreich, Schweden, der Schweiz, Spanien, Ungarn, den Vereinigten Staaten und im Vereinigten Königreich.